# Himatnagar
Himatnagar este un oraș în India.